# Palorcio
Il palorcio è un impianto di trasporto a fune di tipo estremamente semplificato, molto simile ad una teleferica. 
Nella sua semplicità si può considerare l'antenato di tutti i sistemi di funivia aerea. In Svizzera italiana e in altre zone alpine viene chiamato filo a sbalzo.

## Descrizione
Il palorcio, termine la cui etimologia rimanda al greco párolkos ("gomena"), è costituito essenzialmente di una fune stesa tra due punti di attacco, posti a differente altezza, sulla quale viene fatto scendere per gravità, mediante carrucole, un contenitore o un piano di carico.
Per essere definito palorcio è essenziale che l'impianto sia a semplice filo e senza sostegni intermedi. 
Può essere di qualunque lunghezza e per carichi non superiori a 50 kg o, se la fune è metallica, di 100 kg.
Viene utilizzato per lo spostamento a valle di legna o di altri prodotti agricoli e forestali dell'economia della montagna; non deve avere alcun tipo di motorizzazione e deve trasportare un solo carico per volta.